# Nerf frontal
Le nerf frontal est la plus grande branche du nerf ophtalmique (V 1 ), lui-même étant une branche du nerf trijumeau (CN V).

## Structure
Le nerf frontal se ramifie à partir du nerf ophtalmique juste avant de passer dans la fissure orbitaire supérieure. Il se déplace ensuite supéro-latéralement vers l'anneau de Zinn entre le nerf lacrymal et la veine ophtalmique inférieure. Après avoir pénétré dans l'orbite, il passe en avant entre le périoste du toit et le releveur de la paupière supérieure. À mi-chemin entre l'apex et la base de l'orbite, il se divise en deux branches, le nerf supratrochléaire et le nerf supraorbitaire.

## Fonctions
Les deux branches du nerf frontal assurent l'innervation sensorielle de la peau du front, de la muqueuse du sinus frontal et de la peau de la paupière supérieure.

## Galerie

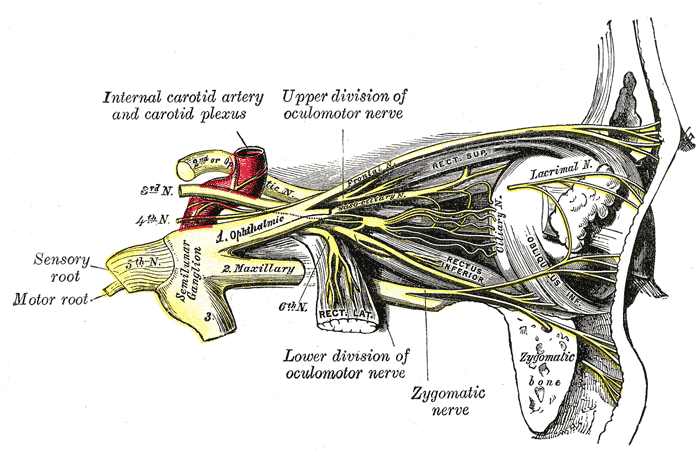
Nerfs de l'orbite. Le nerf frontal est une ramification visible du nerf ophtalmique.
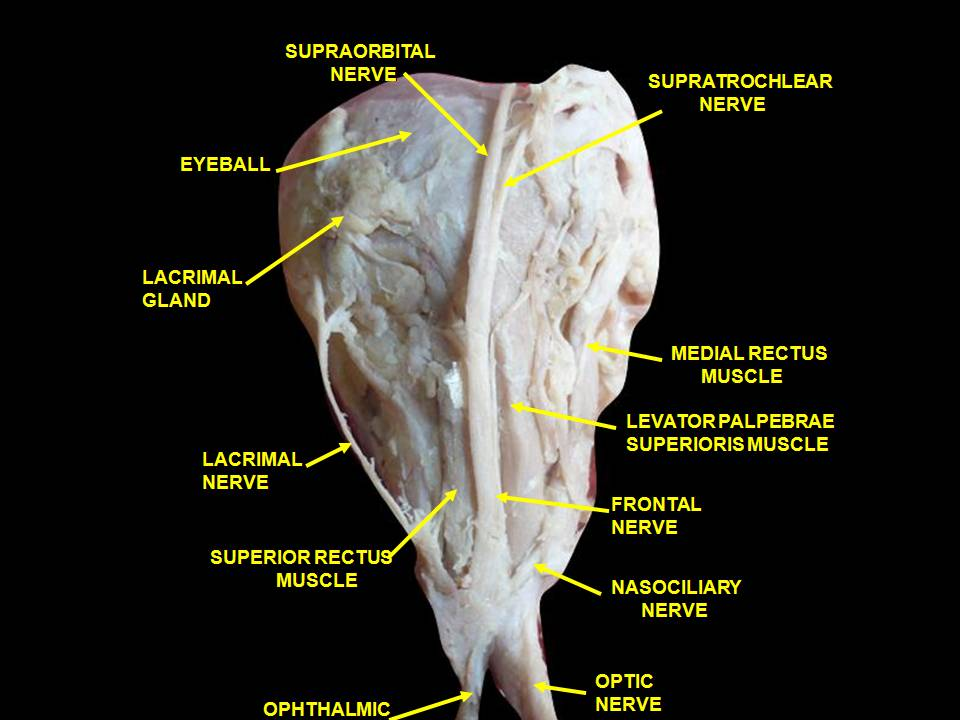
Vue supérieure d'une dissection de l'orbite. Le nerf frontal est visible en se ramifiant dans les nerfs supratrochléaire et supraorbitaire.
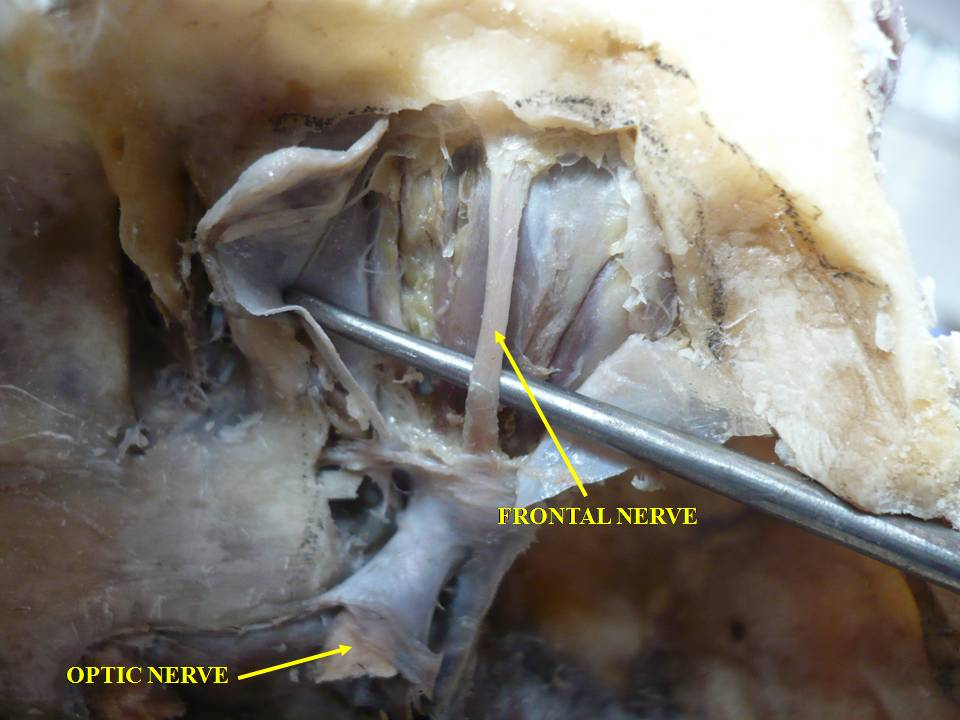
Vue supérieure d'une dissection de l'orbite. Un instrument est inséré entre le nerf frontal et le muscle élévateur de la paupière supérieure.